# Euphorbia boissieriana
Euphorbia boissieriana là một loài thực vật có hoa trong họ Đại kích. Loài này được (Woronow) Prokh. mô tả khoa học đầu tiên năm 1949.